# فرانسيس بيكون

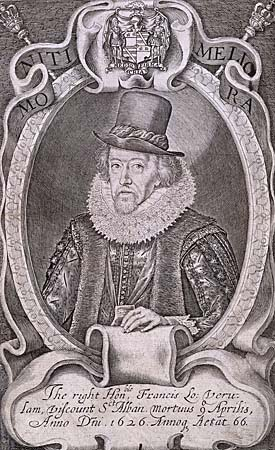
فرانسيس بيكون

فرانسيس بيكون (بالإنجليزية: Francis Bacon) (م 22 يناير 1561 - 9 أبريل 1626) فيلسوف ورجل دولة وكاتب إنجليزي، معروف بقيادته للثورة العلمية عن طريق فلسفته الجديدة القائمة على «الملاحظة والتجريب». من الرواد الذين انتبهوا إلى عدم جدوى المنطق الأرسطي الذي يعتمد على القياس.
لُقِّب بيكون بأب التجريبية. جادل بإمكانية المعرفة العلمية المبنية فقط على الاستقراء والمراقبة الدقيقة للأحداث في الطبيعة. جادل أيضًا بأن العلم يمكن تحقيقه من خلال استخدام أسلوب متشكك ومنهجي يهدف من خلاله العلماء إلى تجنب تضليل أنفسهم. إن الفكرة العامة لأهمية وإمكانية وجود منهجية متشككة تجعل بيكون أب المنهج العلمي؛ وذلك على الرغم من أن مقترحاته الأكثر تحديدًا حول مثل هذه الطريقة، طريقة بيكون، لم يكن لها تأثير طويل الأمد. كانت هذه الطريقة إطارًا بلاغيًا ونظريًا جديدًا للعلم، وما تزال تفاصيلها العملية مركزية في المناقشات حول العلم والمنهجية.
كان فرانسيس بيكون راعيًا للمكتبات، وطور نظامًا لفهرسة الكتب ضمن ثلاث فئات، التاريخ والشعر والفلسفة، والتي يمكن تقسيمها أيضًا إلى مواضيع وعناوين فرعية محددة. يُعزى إلى بيكون هذا القول حول هذه الكتب: «هناك بعض الكتب التي يجب تذوقها، والبعض التي يجب ابتلاعها، والبعض الآخر التي يجب مضغها وهضمها». تلقى بيكون تعليمه في كلية الثالوث بكامبريدج حيث تابع بدقة منهج القرون الوسطى باللغة اللاتينية.
كان بيكون أول شخص يستلم منصب مستشار الملكة، الذي مُنِح له في عام 1597 عندما احتفظت به إليزابيث الأولى ملكة إنجلترا كمستشار قانوني لها. حصل بيكون على لقب فارس بعد تولي جيمس السادس والأول في عام 1603، وتولى البارون فيرولام المنصب في عام 1618 وفيكونت سانت ألبانز في عام 1621. 
لم يكن لبيكون ورثة، فانقرض كلا اللقبين عند وفاته في عام 1626 عن عمر يناهز 65 عامًا. توفي بسبب ذات الرئة، وذكرت إحدى روايات جون أوبري أنه أصيب به أثناء دراسة آثار التجميد على حفظ اللحوم. دُفِن في كنيسة القديس ميخائيل بسانت ألبانز في هيرتفوردشاير.

## بداية حياته
' عمله '
المنهج التجريبي لدى فرانسيس بيكون: (لو بدأ الإنسان من المؤكدات انتهى إلى الشك، ولكنه لو اكتفى بالبدء في الشك، لانتهى إلى المؤكدات) فرانسيس بيكون .
شهد القرن السابع عشر تغييرات هامة في طريقة تفكير الكثيرين جعلته بمثابة ثورة إلا أنها لم تكن بالغة الأثر وذلك راجع إلى الضغوط القوية المستحدثة التي أثرت على بناء الفكر وتلاحمه، وقد جاءت الضغوط من عدة اتجاهات أهمها الأفكار العلمية التي فجرها جاليليو ونيوتن، عصر النهضة بإعادة إحياء معرفة الشكاك القدامى، عصر الإصلاح الديني الذي تحدى السلطات التقليدية وكذلك الحروب الدينية والثورة الصناعية والتوسع وراء البحار مما كشف الأوروبيين على حضارات أجنبية جديدة.
هذه العوامل أثرت في طريقة التفكير ولم يكن أمام الفلسفة خيار سوى الاستجابة واستيعاب أكثر قدر من الأفكار والمعلومات والحقائق الجديدة. ولهذا الغرض ابتدأت بالشك، لأن التفكير العلمي الفعال يبدأ من الشك لا من الإيمان. ويعتبر بيكون من أوائل الذين دعوا إلى تحرير الفكر والاصطباغ بالروح العلمية في العصور الحديثة في كل أوروبا. يقول بيكون: إن إفساح المجال أمام الشك له فائدتان، الأولى تكون كالدرع الواقي للفلسفة من الأخطاء والثانية تكون كحافز للاستزادة من المعرفة.
ولد فرانسيس بيكون في مدينة لندن في الثاني والعشرين من شهر يناير من عام 1561، التحق بجامعة كامبريدج ومن ثم رحل إلى فرنسا واشتغل مدة في السفارة الإنجليزية بباريس ثم ما لبث أن عاد إلى وطنه وشغل مستشارا للملكة إليزابيث.

### فلسفة بيكون
يعتبر بيكون هو حلقة الاتصال بين الماضي والحاضر وذلك لأنه يرى أن الفلسفة قد ركدت ريحها، واعتراها الخمود في حين أن الفنون الآلية كانت تنمو وتتكامل وتزداد قوة ونشاطا على مر الزمن. أدرك بيكون أن انحطاط الفلسفة يرجع إلى عدة عوامل:
خلفت النهضة الأوروبية روحا أدبية جعلت الناس يهتمون بالأساليب والكلمات ويهملون المعاني.
اختلاط الدين بالفلسفة، واعتماد الناس في أحكامهم على الأدلة النقلية وأخذهم بأقوال السالفين دون نظر في صحتها من عدمه.
لرجال الفلسفة أثر في انحطاط الفلسفة، إذ خرجوا بها عن موضوعها واعتمدوا فيها على الثرثرة الكاذبة.
تعصب الناس وتمسكهم بالعادات القديمة والعقائد الموروثة.
عدم التثبت في دراسة الأمثلة والطفرة في الوصول إلى نتائج.
وقد أدرك بيكون بأن العيب الأساسي في طريقة التفكير لدى فلاسفة اليونان والعصور الوسطى إذ ساد الاعتقاد بأن العقل النظري وحده كفيل بالوصول إلى العلم، ورأى أن الداء كله يكمن في طرق الاستنتاج القديم التي لا يمكن أن تؤدي إلى حقائق جديدة، فالنتيجة متضمنة في المقدمات. فثار ضد تراث أفلاطون وأرسطو بأسره وظهر له بأن الفلسفة المدرسية شيء مليء بالثرثرة، غير واقعي وممل للغاية، كما أنها لم تؤد إلى نتائج، وليس هناك أمل في تقدم العلوم خطوة واحدة إلا باستخدام طريقة جديدة تؤدي إلى الكشف عن الجديد وتساعد على الابتكار لما فيه خير الإنسانية. وقد حمل الفلسفة التقليدية وزر الجمود العلمي والقحط العقلي ويستغرب عجزها عن الإسهام الفاعل في رفاهية الإنسان وتقدمه وسعادته. وقد اعتقد بيكون أنه قد وجد الطريقة الصحيحة في الصيغة الجديدة التي وضعها للاستقراء، ويقصد به منهج استخراج القاعدة العامة (النظرية العلمية) أو القانون العلمي من مفردات الوقائع استنادا إلى الملاحظة والتجربة.

### أهمية العلم عند بيكون

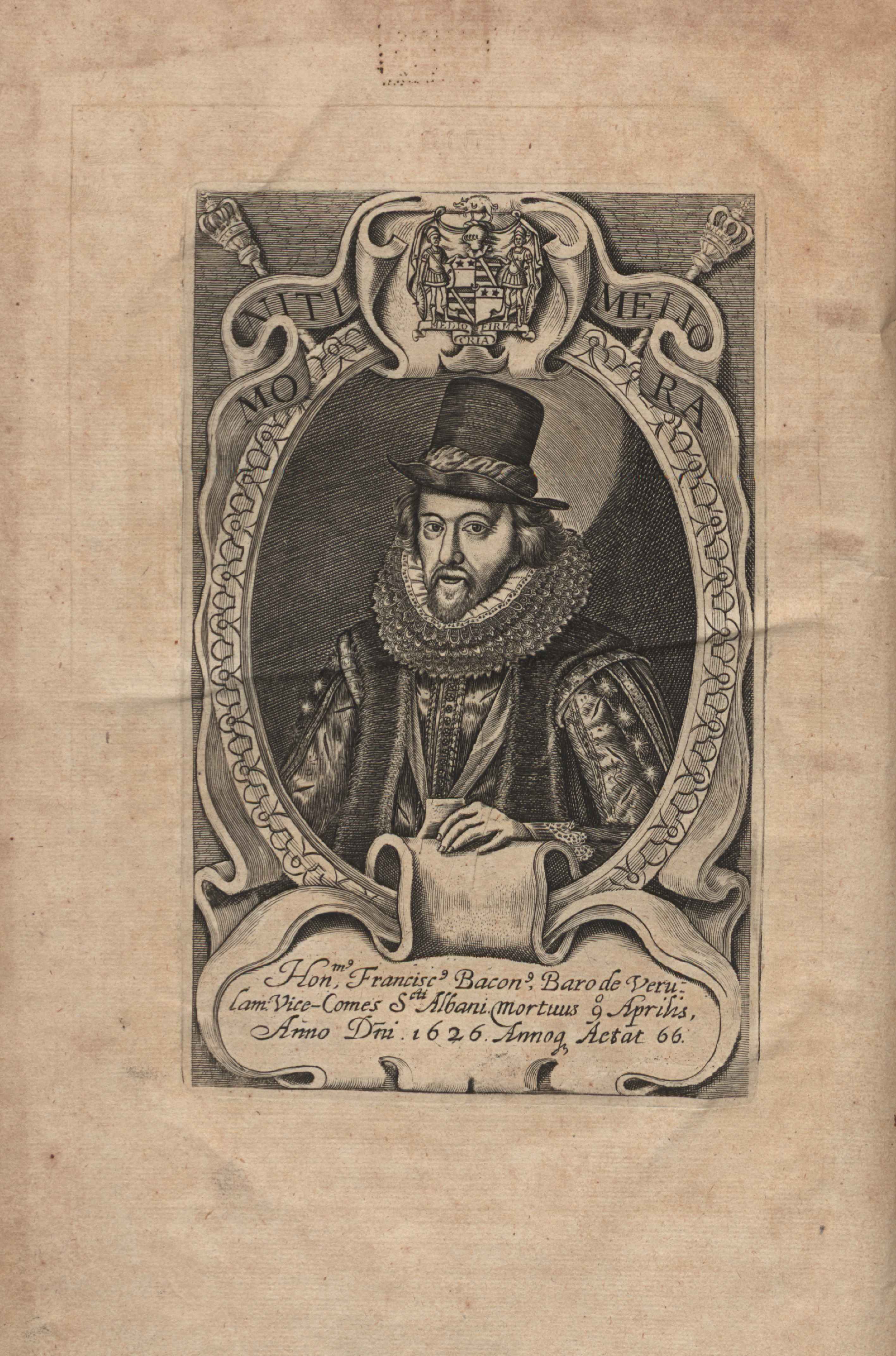
Bacon, Sylva sylvarum

آمن بيكون إيمانا مطلقا بالعلم وبقدرته على تحسين أحوال البشر فجعل العلم أداة في يد الإنسان، تعينه على فهم الطبيعة وبالتالي السيطرة عليها. يؤمن بيكون بأنه كانت للإنسان سيادة على المخلوقات جميعا ثم أدى فساد العلم إلى فقدان هذه السيطرة ومن هنا كانت غايته مساعدة الإنسان على استعادة سيطرته على العالم. أراد بيكون أن يعلم الإنسان كيف ينظر إلى الطبيعة، فالأشياء تظهر لنا أولا في الضباب وما نسميه في أغلب الأحيان مبادئ هو مجرد مخططات عملية تحجب عنا حقيقة الأشياء وعمقها. ورأى أنه يجب أن تكون للإنسان عقلية عملية جديدة، يكون سبيلها المنهج الاستقرائي الذي يكون الهدف منه ليس الحكمة أو القضايا النظرية بل الأعمال، والاستفادة من إدراك الحقائق والنظريات بالنهوض في حياة الإنسان وهذا ما عبّر عنه بقوله: «المعرفة هي القوة». ففلسفته محاولة لكشف القيم الجديدة التي تتضمن الحضارة العلمية الحديثة في أول عهودها، واستخلاص المضمونات الفكرية لعصر الكشوف العلمية والجغرافية والتعبير بصورة عقلية عن التغيير الذي تستلزمه النظرة الجديدة إلى الحياة تتجلى فكرة بيكون في مقولته بأن المعرفة ينبغى أن تثمر في أعمال وان العلم ينبغي أن يكون قابلا للتطبيق في الصناعة، وأن على الناس أن يرتبوا أمورهم بحيث يجعلون من تحسين ظروف الحياة وتغييرها واجبا مقدسا عليهم. التجديد الذي قدمه بيكون هو قدرته على أن يثمر أعمالا.. فالعلم في رأيه هو ذلك الذي يمكن أن يثمر أعمالا ويؤدي إلى تغيير حقيقي في حياة الناس. وهذا يعني أن العلم الذي يُدرس في معاهد العلم الموجودة ليس علما، وأنه لا بد من حدوث ثورة شاملة في نظرة الناس إلى العلم، وإلى وظيفته وإلى طريقة تحصيله. وهكذا اتجهت دعوة بيكون إلى القيام بأنواع جديدة من الدراسات العلمية التي ترتبط بحياة الإنسان ارتباطا وثيقا، بحيث يكون هذا العلم أساسا متينا تبنى عليه الفلسفة الجديدة بدلاً من الأساس الواهي القديم وهو التجريدات اللفظية الخاوية وقد صنف بيكون العلوم وكان هدفه منها ترتيب العلوم القائمة وخاصة الدالة على العلوم التي ينبغي أن توجد في المستقبل وهو يرتبها بحسب قِوانا الإدراكية ويحصرها في ثلاث:
- الذاكرة وموضوعها التاريخ.
- المخيلة وموضوعها الشعر.
- العقل وموضوعه الفلسفة.

## المنهج الجديد
كان بيكون يرى أن المعرفة تبدأ بالتجربة الحسية التي تعمل على إثرائها بالملاحظات الدقيقة والتجارب العملية، ثم يأتي دور استخراج النتائج منها بحذر وعلى مهل ولا يكفي عدد قليل من الملاحظات لإصدار الأحكام، وكذلك عدم الاكتفاء بدراسة الأمثلة المتشابهة بل تجب دراسة الشواذ من الأمور الجوهرية في الوصول إلى قانون عام موثوق به يقول بيكون: إن الاستنباط الذي يقوم على استقراء أمثلة من طراز واحد لا يعتد به وإنما هو ضرب من التخمين، وما الذي يدلنا على استقصاء البحث وعموم القانون وقد تكون هناك أمثلة لا تشترك مع البقية في الخصائص، وهذه لا بد من دراستها؟ وقد دفع به هذا الموقف إلى نقد المدرسيين والقدماء لاكتفائهم بالتأمل النظري حول الطبيعة دون أن يعنوا بملاحظة ظواهرها. ومن ثم فإن الفلسفة الحقة – في نظره- يجب أن تقوم على أساس من العلم وتستمد نتائجه القائمة على الملاحظة والتجربة. فيجب على العلم الطبيعي إذن احترام الواقع الحسي إلى جانب الذهن في تخطيطه للطبيعة. وهذه هي أسس النظرية المنطقية الجديدة، التي استند إليها بيكون في دعوته إلى ضرورة إصلاح المنطق الصوري الأرسطي وتعديله والاستعاضة عنه بمنطق جديد يمهد السبيل أمام الإنسان لكي يستطيع بواسطته الكشف عن ظواهر الطبيعة والسيطرة عليها، أي انه يريد استبدال منهج البرهان القياسي بمنهج الكشف الاستقرائي. يرى بيكون أنه إذا أردنا الوصول إلى الهدف المنشود فلا بد من مراعاة شرطين أساسيين وهما:
- شرط ذاتي يتمثل في تطهير العقل من كل الأحكام السابقة والأوهام والأخطاء التي انحدرت إليه من الأجيال السالفة
- شرط موضوعي ويتمثل في رد العلوم إلى الخبرة والتجربة وهذا يتطلب معرفة المنهج القويم للفكر والبحث، وهو ليس إلا منهج الاستقراء. وليس المنهج هدفا في حد ذاته بل وسيلة للوصول إلى المعرفة العلمية الصحيحة، إذ أنه - كما يقول بيكون - بمثابة من يقوم بإشعال الشمعة أولا ثم بضوء هذه الشمعة ينكشف لنا الطريق الذي علينا أن نسلكه حتى النهاية.

## قواعد منهج الاستقراء
- جمع الأمثلة قدر المستطاع.
- تنظيم الأمثلة وتبويبها وتحليلها وإبعاد ما يظهر منها انه ليس له بالظاهرة المبحوثة علاقة عله ومعلول.

وهكذا يصل إلى صورة الظاهرة والتي تعني عند بيكون: قانونها
أساس طريقة الاستقراء لدى بيكون هي أن يتجرد الإنسان من عقائده وآرائه الخاصة، ويطرق باب البحث مستقلا، ويتلمس الحكمة أنى وجدها ويتذرع بجميل الصبر وطول الأناة حتى يأمن العثار. ويتمثل في الكشف عن المنهج العلمي القويم وتطبيقه وإخضاع كل قول مهما كان مصدره للملاحظة والتجربة، فالإنسان لن يستطيع أن يفهم الطبيعة ويتصدى لتفسير ظواهرها إلا بملاحظة أحداثها بحواسه وفكره.

## الديانة
كان بيكون مسيحيًا أنجليكانيًا ورعًا. ولقد كان يعتقد أنه ينبغي دراسة الفلسفة والعالم الطبيعي دراسةً استقرائية، ولكنه قال بأنه لا يمكننا سوى دراسة الحجج لوجود الله. يُمكن أن تأتي المعلومات الخاصة بسماته (مثل الطبيعة والإجراء والأغراض) فقط من وحي خاص. لكن بيكون اعتبر أيضًا أن المعرفة بطبعيتها تراكمية، حيث شملت تلك الدراسة أكثر من مجرد الحفاظ على الماضي. فيكتب: «المعرفة هي المخزن الغني لمجد الخالق وتخفيف حيازة الإنسان»، وفي مقالته يعتبر أن «صحيحٌ أن القليل من الفلسفة تقنع عقل الإنسان بالإلحاد، ولكن التعمق في الفلسفة يجلب عقول البشر للدين».
قد تكون فكرة بيكون عن أصنام العقل تمثل وعيًا ذاتيًا محاولة لإضفائه الطابع المسيحي على العلم وفي نفس الوقت الذي يقوم فيه بتطوير طريقة علمية جديدة موثوقة؛ أعطى بيكون عبادة نبتون كمثال على مغالطة قبائل الأصنام، ملمحًا إلى الأبعاد الدينية لنقده للأوثان.

## مناظرات تاريخية

### بيكون وشكسبير
تؤكد الفرضية البيكونية عن أصالة شكسبير، التي اقتُرِحت لأول مرة في منتصف القرن التاسع عشر، أن فرانسيس بيكون كتب بعض أو حتى كل المسرحيات المنسوبة تقليديًا إلى ويليام شكسبير.

### نظريات غامضة
اجتمع فرانسيس بيكون في أغلب الأوقات مع الرجال في جمعية غرايز لمناقشة السياسة والفلسفة، وتجربة العديد من المشاهد المسرحية التي اعترف بكتابتها. ناقش المؤلفون والعلماء علاقة بيكون المزعومة بالصليب الوردي (الروسيكروسيانيسم) والماسونية على نطاق واسع في العديد من الكتب. جادل آخرون، بما في ذلك دافني دو مورييه في سيرتها الذاتية حول بيكون، بأنه لا يوجد دليل جوهري يدعم مزاعم التورط مع الصليب الوردي. لا تدعي فرانسيس ييتس تبعية بيكون للصليب الوردي، ولكنها قدمت دليلًا على أنه كان مشاركًا في بعض الحركات الفكرية الأكثر انغلاقًا في عصره. جادلت أيضًا بأن حركة بيكون للنهوض بالتعلم كانت مرتبطة ارتباطًا وثيقًا بحركة الصليب الوردي الألمانية؛ ويصور كتاب بيكون بعنوان أطلنطس الجديدة أرضًا يحكمها الصليب الوردي. رأى بيكون بشكل واضح أن حركته الخاصة من أجل النهوض بالتعلم تتوافق مع المُثل العليا لأتباع الصليب الوردي.
تجسد الرابط بين عمل بيكون ومُثُل الصليب الوردي التي يُزعم أن ييتس وجدتها بالتوافق مع الأغراض التي عبر عنها بيان الصليب الوردي وخطة بيكون عن «التثبيت العظيم»، إذ دعا الاثنان إلى إصلاح كل من «الإله» و«الفهم البشري»، واتفق كلاهما أيضًا بأن الغرض من عودة البشرية يعود إلى «حالة ما قبل السقوط».
يقال أن هناك رابطًا رئيسيًا آخر هو التشابه بين كتاب بيكون أطلنطس الجديدة وكتاب الألماني يوهان فالنتين أندريا التابع للصليب الوردي الألماني بعنوان وصف جمهورية كريستيانوبوليس (1619). يصف أندريا جزيرة طوباوية حكمت فيها الفلسفة المسيحية والعلوم التطبيقية، حيث شكل الإنجاز الروحي والنشاط الفكري الأهداف الأساسية لكل فرد، وكانت المساعي العلمية هي أعلى دعوة فكرية، وارتبطت بتحقيق الكمال الروحي. تصور جزيرة أندريا أيضًا تقدمًا كبيرًا في التكنولوجيا، حيث فُصِلت العديد من الصناعات في مناطق مختلفة كانت تلبي احتياجات السكان، فأظهر ذلك تشابهًا كبيرًا مع الأساليب والأغراض العلمية لبيكون. 
رفض المؤرخ الفكري باولو روسّي نظريات المؤامرة الغامضة المحيطة ببيكون، وادعاء بيكون الذي حُدِّد شخصيًا على أنه صليبي وردي، فجادل في وجود تأثير غامض على كتابات بيكون العلمية والدينية. يجادل بأن بيكون كان على دراية بالنصوص الخيميائية الحديثة المبكرة، وأن أفكار بيكون حول تطبيق العلم لها جذور في أفكار عصر النهضة السحرية حول العلم والسحر اللذان يسهلان هيمنة البشرية على الطبيعة. يفسر روسّي أيضًا بحث بيكون عن معاني خفية في الأساطير والخرافات في نصوص مثل حكمة القدماء على أنها محاولات تنجيمية سابقة وأفلاطونية حديثة لتحديد الحكمة المخفية في أساطير ما قبل المسيحية. يشير عنوان دراسته أيضًا إلى ادعاء روسي بأن بيكون رفض في النهاية الأسس الفلسفية للتنجيم بسبب مجيئه لتطوير شكل من أشكال العلم الحديث.
وُسِّع جيسون جوزيفسون ستورم تحليل روسّي وادعاءاته في دراسته بعنوان أسطورة خيبة الأمل. يرفض جوزيفسون ستورم أيضًا نظريات المؤامرة المحيطة ببيكون، ولا يدعي أن بيكون كان من أتباع الصليب الوردي النشيطين. يجادل أيضًا بأن «رفض» بيكون للسحر شكل في الواقع محاولة لتنقية سحر التأثيرات الكاثوليكية والشيطانية والباطنية، ولتأسيس السحر كمجال للدراسة والتطبيق يوازي رؤية بيكون للعلم. يجادل جوزيفسون ستورم أيضًا بأن بيكون اعتمد على الأفكار السحرية عند تطوير طريقته التجريبية. وجد جوزيفسون ستورم دليلًا على أن بيكون يعتبر الطبيعة كيانًا حيًا تسكنه الأرواح؛ ويجادل بأن آراء بيكون حول الهيمنة البشرية وتطبيق الطبيعة تعتمد في الواقع على روحانيته وتجسيد الطبيعة.
تدعي منظمة الصليب الوردي التي تُدعى النظام الصوفي القديم للصليب أن بيكون كان «زعيم» نظام الصليب الوردي في كل من إنجلترا والقارة الأوروبية، وكان سيوجهها خلال حياته. يمكن أيضًا رؤية تأثير بيكون على مجموعة متنوعة من المؤلفين الدينيين والروحيين، وعلى المجموعات التي استخدمت كتاباته في أنظمة معتقداتهم.

## وصلات خارجية
- فرانسيس بيكون على موقع الموسوعة البريطانية (الإنجليزية)
- فرانسيس بيكون على موقع ميوزك برينز (الإنجليزية)
- فرانسيس بيكون على موقع إن إن دي بي (الإنجليزية)
- فرانسيس بيكون على موقع ديسكوغز (الإنجليزية)

- مؤلفات فرانسيس بيكون في مشروع غوتنبرغ
- فرانسيس بيكون - موسوعة ستانفورد للفلسفة
- أعمال أو نبذة عن فرانسيس بيكون على أرشيف الإنترنت
- أعمال فرانسيس بيكون في ليبري فوكس